# Amis pour toujours
Pour plus de détails, voir Fiche technique et Distribution.
Amis pour toujours (titre original : Shipmates Forever) est un film américain réalisé par Frank Borzage, sorti en 1935

## Synopsis
Richard John Melville III et June Blackburn se rencontrent pendant une revue navale dans le Port de New York. Ils viennent tous deux d'une famille liée à la Navy, mais Dick veut devenir chanteur et June, qui a vu son frère et son père mourir à la guerre, a juré de ne jamais se marier avec un marin de la Navy. Le père de Dick, ancien amiral de la flotte, quitte ce poste pour devenir superintendant de l'Académie navale d'Annapolis et son souhait le plus cher est que Dick s'y enrôle comme aspirant. Dick est contre cette idée, mais quand l'Amiral Melville l'accuse d'avoir peur d'échouer aux examens d'entrée, il s'inscrit et réussit l'examen. Ruth retourne à Annapolis où elle est professeur de danse et Dick accepte d'entrer à l'Académie, située à Annapolis, pour être près d'elle. Dick partage sa chambrée avec trois autres recrues : Sparks Brown, un opérateur radio originaire du Sud, Johnny Lawrence, alias Coxswain, qui sort du rang et Cowboy, originaire de l'Ouest. Toutes les nouvelles recrues subissent un bizutage de leurs aînés mais Dick, à cause de son père et de sa renommée comme chanteur, est une cible particulière de ces taquineries amicales. Dick décide de quitter l'Académie mais Ruth l'encourage à finir ce qu'il a commencé. Il est en tête de sa classe mais ne se fait pas d'amis. L'amiral s'inquiète de cette vie sociale limitée car l'un des buts de l'école est de créer des liens entre les aspirants.
Avec Ruth qui déménage à New York pour devenir danseuse professionnelle et Coxswain qui sèche les cours, Dick est plus seul que jamais. Pendant la croisière de fin d'année, Coxswain fait partie de l'équipage et informe fièrement ses anciens condisciples qu'il a été réintégré à l'Académie. Son patriotisme et son amour pour la Navy embarrassent Dick, qui a toujours l'intention de démissionner à la fin de ses études. Durant un exercice de routine avec les canons, une des chaudières explose. Coxswain essaye de limiter les dégâts mais est submergé par la vapeur. Dick essaye de le sauver mais les deux hommes sont sévèrement brûlés, et Coxswain meurt. Quand il est enfin guéri de ses blessures, Dick est accueilli chaleureusement par les hommes de l'équipage, et il décide finalement d'entrer dans la Navy.

## Fiche technique
- Titre original : Shipmates Forever
- Titre français : Amis pour toujours
- Réalisation : Frank Borzage
- Scénario : Delmer Daves
- Direction artistique : Robert M. Haas
- Costumes : Orry-Kelly
- Photographie : Sol Polito
- Montage : William Holmes
- Direction musicale : Leo F. Forbstein
- Production : Lou Edelman
- Société de production : Warner Bros Pictures
- Société de distribution : Warner Bros Pictures
- Pays d’origine :  États-Unis
- Langue : anglais
- Format : Noir et blanc - 35 mm - 1,37:1 - Son Mono
- Durée : 108 minutes
- Dates de sortie :
  - États-Unis : 12 octobre 1935
  - France : 14 mai 1936

## Distribution
- Dick Powell : Richard John Melville III
- Ruby Keeler : June Blackburn
- Lewis Stone : Amiral Melville
- Ross Alexander : Sparks Brown
- Eddie Acuff : "Cowboy"
- Dick Foran : Gifford
- John Arledge : "Coxswain" (Johnny Lawrence)
- Robert Light : Ted Sterling

Acteurs non crédités :
- Frederick Burton : Amiral Fred Graves
- Joseph Crehan : "Spike"
- Henry Kolker : le docteur
- Martha Merrill
- George Reed : Tom, serviteur des Melville
- Harry Seymour : Harry
- Mary Treen : l'amie de "Cowboy"